# Amba Alagi
Amba Alagi är ett berg i Etiopien. Det ligger i regionen Tigray, i den norra delen av landet, 400 km norr om huvudstaden Addis Abeba. Toppen på Amba Alagi är 3 949 meter över havet.
Terrängen runt  Amba Alagi är kuperad åt nordväst, men åt sydost är den bergig.  Amba Alagi är den högsta punkten i trakten. Runt  Amba Alagi är det ganska tätbefolkat, med 83 invånare per kvadratkilometer. Trakten runt  Amba Alagi består till största delen av jordbruksmark.